# Saint-Martin-des-Entrées

Saint-Martin-des-Entrées este o comună în departamentul Calvados, Franța. În 1 ianuarie 2022 avea o populație de 760 de locuitori.